# DJ Sava
DJ Sava, pseudonimo di Constantin Sava (Buzău, 3 aprile 1973), è un disc jockey e produttore discografico rumeno.

## Biografia
Considerato dai media uno dei più conosciuti disc jockey rumeni, ha iniziato la propria carriera nel 1990, divenendo dj in una discoteca locale. Salito alla ribalta negli anni duemila, con l'album di genere commerciale Love Drops, durante la sua carriera ha ricevuto tre nomination consecutive agli MTV Romania Music Awards, nella categoria miglior dj, rispettivamente dal 2008 al 2010. Nel 2008 ha vinto la Romanian Top Hits nella categoria miglior dj hits, con il brano Sunshine.

## Discografia

### Album
- Love Drops (2007)
- Cocktail (2013)

### Singoli
- Gone Away (feat. Elena) (2005)
- Remember (feat. Dana Nicula) (2006)
- Sunshine (feat. Connect-R) (2007)
- The Reason (feat. Connect-R) (2008)
- September (feat. Raluka) (2009)
- I Like (The Trumpet) (feat. Raluka & Connect-R) (2010)
- Love You (feat. (feat. Raluka & Connect-R) (2010)
- Money Maker (feat. Andreea D. & J. Yolo) (2011)
- Free (feat. Andreea D. & J. Yolo) (2012)
- Cocktail (feat. Misha & J.Yolo) (2012)
- Tenerife (feat. Misha) (2013)
- Aroma (feat. Raluka & Connect-R) (2013)
- Aer (feat. Raluka & Connect-R) (2014)
- Bailando (feat. Hevito) (2014)
- Amor a Monaco(feat. Misha) (2015)
- Love in Dubai (feat. Faydee)